# ۱۰۲۰ (قمری)
۱۰۲۰ (قمری)، هزار و بیستمین سال در گاهشماری هجری قمری است. اول محرم این سال برابر با شانزدهم مارس سال ۱۶۱۱ میلادی است.

## زادگان
== درگذشتگان ==-->

## وابسته
- مسجد امام